# Franz Xaver Werkstetter
Franz Xaver Werkstetter (* 28. April 1933 in Mehring; † 11. Juni 2023 in Bad Reichenhall) war ein deutscher Politiker (CSU). Er gehörte dem Bayerischen Landtag an.

## Leben
Werkstetter besuchte die Volksschule und das Humanistische Gymnasium in Burghausen. Er studierte an der Staatswirtschaftlichen Fakultät der Universität in München und erwarb das Diplom-Handels-Examen sowie das Staatsexamen und das Verwaltungs-Diplom der Verwaltungs- und Wirtschaftsakademie in München. Er legte eine Zusatzprüfung für das Höhere Lehramt in Geschichte und Sozialkunde ab und war danach an der Berufsschule in Pfaffenhofen/Ilm angestellt, danach an der Berufsschule in Freilassing. 1974 wurde er Studiendirektor, 1976 Leiter der Außenstelle Bad Reichenhall der Berufsschule des Landkreises Berchtesgadener Land. Er erreichte das Amt eines Oberstudiendirektors. 

## Politik
1966 wurde Werkstetter Stadtrat in Freilassing und Kreisrat im Landkreis Laufen. Nach der Gebietsreform wurde er 1972 Kreisvorsitzender des CSU-Kreisverbands Berchtesgadener Land, 1978 Kreisrat im neuen Landkreis Berchtesgadener Land und 1984 wieder Stadtrat in Freilassing. Vom 7. Juni 1977 bis 1990 war er Mitglied des Bayerischen Landtags. Zunächst als Listenkandidat angetreten, rückte er für Ludwig Huber nach. Bei den folgenden Wahlen trat er stets erfolgreich als Direktkandidat im Stimmkreis Berchtesgadener Land an.
Werkstetter gilt als Gründungsmitglied der Europa-Union Berchtesgadener Land und Initiator der Partnerschaft zwischen den Landkreisen Berchtesgadener Land und Belchatow in Polen. 2010 wurde er mit dem Kavalierkreuz des Verdienstordens der Republik Polen ausgezeichnet.

## Ehrenämter
Ferner war Werkstetter Bezirksvorsitzender der Oberbayerischen Verkehrswacht, stellvertretender Landesvorsitzender der Landesverkehrswacht Bayern und Präsident des Bayerischen Skibobverbands.